# Aeródromo de Assa
O Aeródromo de Assa ou el-Assa foi campo de aviação militar da Segunda Guerra Mundial abandonado, localizado no distrito Nigatal Homs de Líbia. Está a cerca de 140 km a oeste de Trípoli, perto da fronteira tunisiana.

## História
Foi construída pela Régia Aeronáutica ou pela Luftwaffe alemã em 1941. Após sua captura pelo 8º Exército Britânico durante a Campanha do Deserto Ocidental no início de 1943, foi usada pelo 83º Esquadrão Bombardeiro (12º Grupo de Operações) da Nona Força Aérea do Exército dos Estados Unidos, entre 3 de março e 4 de abril de 1943; os bombardeiros médios B-25 Mitchell estadunidenses partiram dali. O mais provável é que o aeródromo tenha sido construído a partir de areia compactada e as tendas foram utilizadas como instalações de apoio.
Durante a Guerra Civil Líbia foi um dos últimos focos de resistência de tropas leais ao regime deposto, tendo sido registrados combates naquela localidade no início de outubro de 2011.